# Кустово (Новосибирская область)
Кустово — деревня в Болотнинском районе Новосибирской области России. Входит в состав Кунчурукского сельсовета.

## География
Площадь деревни — 40 гектар

## История
Основана в 1907 г. В 1926 году деревня Кустова состояла из 48 хозяйств, основное население — русские. В составе Кунчурукского сельсовета Болотнинского района Томского округа Сибирского края.

## Население
| 2002 | 2007 | 2010 |
| ---- | ---- | ---- |
| 32   | ↘1   | ↘0   |

## Инфраструктура
В деревне по данным на 2007 год отсутствует социальная инфраструктура.